# آرماندو سیلوستر
آرماندو سیلوستر (انگلیسی: Armando Silvestre؛ زادهٔ ۶ ژانویهٔ ۱۹۲۶) یک هنرپیشه اهل مکزیک است. وی از سال ۱۹۴۸ میلادی تاکنون مشغول فعالیت بوده‌است.
از فیلم‌ها یا برنامه‌های تلویزیونی که وی در آن نقش داشته است می‌توان به دو قاطر برای خواهر سارا، جرونیمو اشاره کرد.